# Danh sách Phó vương Peru
Dưới đây là danh sách các phó vương Peru.
Trong thời gian Peru là một phần của Đế quốc Tây Ban Nha (1533 – 1584), vùng đất này được quản lý bởi một chính quyền do vua Tây Ban Nha chỉ định. Người nắm chức quản lý đầu tiên là Chinh phục tướng quân Francisco Pizarro (1533 – 1542) với danh xưng chức vụ là Đại tướng quân và Thống đốc xứ Peru.
Để tập trung hóa hơn nữa quyền lực cũng như tăng cường sức mạnh của mình tại các thuộc địa, vương quyền Tây Ban Nha quyết định ban hành một chỉ dụ hoàng gia, theo đó thành lập nên phó vương quốc Peru vào ngày 20 tháng 10 năm 1542. Vị phó vương được bầu này cũng là phó tướng (Tiếng Tây Ban Nha: Capitán general) và là người đứng đầu của Toà án Hoàng gia Lima. Tổng cộng đã có hơn 40 phó vương được chỉ định cai trị phó vương quốc này.
Nhiệm kỳ làm việc của một phó vương thường kéo dài khoảng 3 năm (sau là 5 năm), nhưng sẽ kéo dài hơn khi việc chỉ định phó vương xảy ra vấn đề (hoặc cũng có thể do phó vương chưa tới nơi làm việc được). Khi phó vương mất khi đang tại chức, thường là người nhiều tuổi nhất của toà án thượng tố hoàng gia Tây Ban Nha tại Lima sẽ đảm nhận chức vụ phó vương Peru cho đến khi nhà nước trung ương bổ nhiệm được người thay thế vị trí. Tuy vậy, một số ngoại lệ vẫn xuất hiện như Lope García de Castro, người đảm nhận chức vụ thống đốc tạm quyền thay thế cho phó vương (1564 – 1569), hay phó vương tạm quyền là Tổng giám mục giáo phận Lima, Diego Morcillo Rubio de Auñón (năm 1716).

## Danh sách
| Tên                                                                                        | Chân dung   | Danh xưng chức vụ                                      | Thời gian bổ nhiệm                                                                                                 | Thời gian làm việc                          | Quân chủ                   |
| ------------------------------------------------------------------------------------------ | ----------- | ------------------------------------------------------ | --- | ------------------------------------------- | -------------------------- |
| Francisco Pizarro Hầu tước xứ los Atavillos (1478 – 1541)                                  | không khung | Thống đốc và Phó tướng Peru                            | 26 tháng 7 năm 1529                                                                                                | 16 tháng 11 năm 1533 – 26 tháng 6 năm 1541  | Carlos I (1516 – 1556)     |
| Diego de Almagro el Mozo (1522 – 1542)                                                     | không khung | Thống đốc Peru                                         | Trên thực tế | 26 tháng 6 năm 1541 – 16 tháng 9 năm 1542   | Carlos I (1516 – 1556)     |
| Cristóbal Vaca de Castro (c. 1492 – 1566)                                                  | không khung | Thống đốc Peru                                         | 9 tháng 9 năm 1540                                                                                                 | 7 tháng 8 năm 1542 – 17 tháng 5 năm 1544    | Carlos I (1516 – 1556)     |
| Blasco Núñez Vela (1495 – 1546)                                                            | không khung | Phó vương Peru                                         | 1 tháng 5 năm 1543                                                                                                 | 17 tháng 5 – 18 tháng 9 năm 1544            | Carlos I (1516 – 1556)     |
| Diego Vázquez xứ Cepeda (1510 – c. 1550)                                                   | không khung | Trưởng Toà án Hoàng gia và Thống đốc tạm quyền xứ Peru | 18 tháng 9 năm 1544                                                                                                | 18 tháng 9 – 28 tháng 10 năm 1544           | Carlos I (1516 – 1556)     |
| Gonzalo Pizarro (c. 1510 – c. 1548)                                                        | không khung | Phó tướng và Chánh án xứ Peru                          | Trên thực tế | 28 tháng 10 năm 1544 – 9 tháng 4 năm 1548   | Carlos I (1516 – 1556)     |
| Pedro de la Gasca (1493 – 1567)                                                            | không khung | Trưởng Toà án Hoàng gia và Thống đốc tạm quyền xứ Peru | 16 tháng 2 năm 1546                                                                                                | 12 tháng 8 năm 1546 – 6 tháng 1 năm 1550    | Carlos I (1516 – 1556)     |
| Andrés de Cianca (c. 1513 – 1553)                                                          | không khung | Trưởng Toà án Hoàng gia và Thống đốc tạm quyền xứ Peru | 6 tháng 1 năm 1550                                                                                                 | 6 tháng 1 năm 1550 – 14 tháng 9 năm 1551    | Carlos I (1516 – 1556)     |
| Antonio xứ Mendoza (1490/1493 – 1552)                                                      | không khung | Phó vương Peru                                         | 8 tháng 7 năm 1459                                                                                                 | 14 tháng 9 năm 1551 – 21 tháng 9 năm 1552   | Carlos I (1516 – 1556)     |
| Andrés de Cianca (c. 1513 – 1553)                                                          | không khung | Trưởng Toà án Hoàng gia và Thống đốc tạm quyền xứ Peru | 21 tháng 9 năm 1552                                                                                                | 21 tháng 9 năm 1552 – 11 tháng 4 năm 1553   | Carlos I (1516 – 1556)     |
| Melchor Bravo xứ Saravia (c. 1512 – 1577)                                                  | không khung | Trưởng Toà án Hoàng gia và Thống đốc tạm quyền xứ Peru | 11 tháng 4 năm 1553                                                                                                | 11 tháng 4 năm 1553 – 29 tháng 6 năm 1556   | Carlos I (1516 – 1556)     |
| Andrés Hurtado xứ Mendoza Hầu tước thứ 2 xứ Cañete (1510 – 1560/1561)                      | không khung | Phó vương Peru                                         | 10 tháng 5 năm 1555                                                                                                | 29 tháng 6 năm 1556 – 17 tháng 4 năm 1560   | Felipe II (1556 – 1598)    |
| Diego López nhà Zúñiga và Velasco Hầu tước thứ 5 xứ Nieva (c. 1500 – 1564)                 | không khung | Phó vương Peru                                         | 15 tháng 12 năm 1558                                                                                               | 17 tháng 4 năm 1560 – 18 tháng 2 năm 1564   | Felipe II (1556 – 1598)    |
| Hernando de Saavedra (c. 1520 – sau năm 1601)                                              | không khung | Trưởng Toà án Hoàng gia và Thống đốc tạm quyền xứ Peru | 19 tháng 2 năm 1564                                                                                                | 20 tháng 2 – 22 tháng 9 năm 1564            | Felipe II (1556 – 1598)    |
| Lope García de Castro (1516 – 1576)                                                        | không khung | Thống đốc Peru                                         | 16 tháng 8 năm 1563                                                                                                | 22 tháng 9 năm 1564 – 30 tháng 11 năm 1569  | Felipe II (1556 – 1598)    |
| Francisco Álvarez de Toledo (1515 – 1582)                                                  | không khung | Phó vương Peru                                         | 30 tháng 11 năm 1568                                                                                               | 30 tháng 11 năm 1569 – 15 tháng 5 năm 1581  | Felipe II (1556 – 1598)    |
| Martín Enríquez de Almansa (1508/1511 – 1583)                                              | không khung | Phó vương Peru                                         | 26 tháng 5 năm 1580                                                                                                | 15 tháng 5 năm 1581 – 9 tháng 3 năm 1583    | Felipe II (1556 – 1598)    |
| Cristóbal Ramírez de Cartagena (1516 – 1576)                                               | không khung | Trưởng Toà án Hoàng gia và Thống đốc tạm quyền xứ Peru | 9 tháng 3 năm 1583                                                                                                 | 9 tháng 3 năm 1583 – 11 tháng 11 năm 1585   | Felipe II (1556 – 1598)    |
| Fernando Torres của Bồ Đào Nha Bá tước thứ nhất xứ Villardompardo (? – 1594)               | không khung | Phó vương Peru                                         | 31 tháng 3 năm 1584                                                                                                | 11 tháng 11 năm 1585 – 6 tháng 1 năm 1590   | Felipe II (1556 – 1598)    |
| García Hurtado xứ Mendoza Hầu tước thứ 4 xứ Cañete (1535 – 1609)                           | không khung | Phó vương Peru                                         | 30 tháng 8 năm 1588                                                                                                | 6 tháng 1 năm 1590 – 24 tháng 6 năm 1596    | Felipe II (1556 – 1598)    |
| Luis xứ Velasco và Castilla (1534 – 1617)                                                  | không khung | Phó vương Peru                                         | 6 tháng 6 năm 1596                                                                                                 | 24 tháng 6 năm 1596 – 13 tháng 9 năm 1598   | Felipe II (1556 – 1598)    |
| Luis xứ Velasco và Castilla (1534 – 1617)                                                  | không khung | Phó vương Peru                                         | 6 tháng 6 năm 1596                                                                                                 | 13 tháng 9 năm 1598 – 8 tháng 12 năm 1604   | Felipe III (1598 – 1621)   |
| Gaspar de Acevedo Velasco xứ Zúñiga Bá tước thứ 5 xứ Monterrey (1560 – 1606)               | không khung | Phó vương Peru                                         | 28 tháng 5 năm 1603                                                                                                | 8 tháng 12 năm 1604 – 10 tháng 2 năm 1606   | Felipe III (1598 – 1621)   |
| Diego Núñez de Avendaño (? – 1606)                                                         | không khung | Trưởng Toà án Hoàng gia và Thống đốc tạm quyền xứ Peru | 10 tháng 2 năm 1606                                                                                                | 10 tháng 2 – 26 tháng 5 năm 1606            | Felipe III (1598 – 1621)   |
| Juan Fernández de Boán (1549 – 1615)                                                       | không khung | Trưởng Toà án Hoàng gia và Thống đốc tạm quyền xứ Peru | 26 tháng 5 năm 1606                                                                                                | 26 tháng 5 năm 1606 – 21 tháng 12 năm 1607  | Felipe III (1598 – 1621)   |
| Juan xứ Mendoza và Luza Hầu tước thứ 3 xứ Montesclaros (1571 – 1628)                       | không khung | Phó vương Peru                                         | 22 tháng 11 năm 1606                                                                                               | 21 tháng 12 năm 1607 – 18 tháng 12 năm 1615 | Felipe III (1598 – 1621)   |
| Francisco xứ Bojia và Aragon Vương tế xứ Esquilache (1581 – 1658)                          | không khung | Phó vương Peru                                         | 19 tháng 7 năm 1614                                                                                                | 18 tháng 12 năm 1615 – 31 tháng 3 năm 1621  | Felipe III (1598 – 1621)   |
| Francisco xứ Bojia và Aragon Vương tế xứ Esquilache (1581 – 1658)                          | không khung | Phó vương Peru                                         | 19 tháng 7 năm 1614                                                                                                | 31 tháng 3 năm 1621 – 31 tháng 12 năm 1621  | Felipe IV (1521 – 1665)    |
| Juan Jiménez de Montalvo (1561 – 1629)                                                     | không khung | Trưởng Toà án Hoàng gia và Thống đốc tạm quyền xứ Peru | 31 tháng 12 năm 1621                                                                                               | 31 tháng 12 năm 1621 – 25 tháng 7 năm 1622  | Felipe IV (1521 – 1665)    |
| Diego Fernández xứ Córdoba Hầu tước thứ nhất xứ Guadalcázar (1578 – 1630)                  | không khung | Phó vương Peru                                         | 22 tháng 8 năm 1620                                                                                                | 25 tháng 7 năm 1622 – 14 tháng 1 năm 1629   | Felipe IV (1521 – 1665)    |
| Luis Jerónimo Fernández xứ Cabrera và Bobadilla Bá tước thứ 4 xứ Chinchón (1589 – 1647)    | không khung | Phó vương Peru                                         | 11 tháng 2 năm 1628                                                                                                | 14 tháng 1 năm 1629 – 18 tháng 12 năm 1639  | Felipe IV (1521 – 1665)    |
| Pedro Álvarez xứ Toledo và Leiva Hầu tước thứ nhất xứ Mancera (1585 – 1654)                | không khung | Phó vương Peru                                         | 24 tháng 10 năm 1638                                                                                               | 18 tháng 12 năm 1639 – 20 tháng 9 năm 1648  | Felipe IV (1521 – 1665)    |
| García Sarmiento xứ Sotomayor Bá tước thứ hai xứ Salvatierra (? – 1659)                    | không khung | Phó vương Peru                                         | 18 tháng 6 năm 1647                                                                                                | 20 tháng 9 năm 1648 – 24 tháng 2 năm 1655   | Felipe IV (1521 – 1665)    |
| Luis Enríquez de Guzmán Bá tước thứ 9 xứ Alba de Liste (c. 1600 – 1667)                    | không khung | Phó vương Peru                                         | 22 tháng 3 năm 1653                                                                                                | 24 tháng 2 năm 1655 – 31 tháng 7 năm 1661   | Felipe IV (1521 – 1665)    |
| Diego xứ Benavides và la Cueva Bá tước thứ 8 xứ Santisteban (1607 – 1666)                  | không khung | Phó vương Peru                                         | 5 tháng 8 năm 1659                                                                                                 | 31 tháng 7 năm 1661 – 17 tháng 9 năm 1665   | Felipe IV (1521 – 1665)    |
| Diego xứ Benavides và la Cueva Bá tước thứ 8 xứ Santisteban (1607 – 1666)                  | không khung | Phó vương Peru                                         | 5 tháng 8 năm 1659                                                                                                 | 17 tháng 9 năm 1665 – 17 tháng 3 năm 1666   | Carlos II (1665 – 1700)    |
| Bernardo de Iturrizarra (1608 – 1678)                                                      | không khung | Trưởng Toà án Hoàng gia và Thống đốc tạm quyền xứ Peru | 17 tháng 3 năm 1666                                                                                                | 17 tháng 3 năm 1666 – 21 tháng 11 năm 1667  | Carlos II (1665 – 1700)    |
| Pedro Antonio Fernández de Castro Bá tước thứ 10 xứ Lemos (1632 – 1672)                    | không khung | Phó vương Peru                                         | 21 tháng 11 năm 1666                                                                                               | 21 tháng 11 năm 1667 – 6 tháng 12 năm 1672  | Carlos II (1665 – 1700)    |
| Álvaro de Ibarra (1619 – 1675)                                                             | không khung | Trưởng Toà án Hoàng gia và Thống đốc tạm quyền xứ Peru | 6 tháng 12 năm 1672                                                                                                | 6 tháng 12 năm 1672 – 15 tháng 8 năm 1674   | Carlos II (1665 – 1700)    |
| Baltasar de la Cueva Henríquez Bá tước thứ 7 xứ Castellar (1627 – 1686)                    | không khung | Phó vương Peru                                         | 26 tháng 9 năm 1973                                                                                                | 15 tháng 8 năm 1674 – 7 tháng 7 năm 1678    | Carlos II (1665 – 1700)    |
| Melchor de Liñán y Cisneros Tổng giám mục xứ Lima (1629 – 1708)                            | không khung | Phó vương Peru                                         | 26 tháng 2 năm 1678 (Tạm quyền)                                                                                    | 7 tháng 7 năm 1678 – 2 tháng 11 năm 1681    | Carlos II (1665 – 1700)    |
| Melchor de Navarra y Rocafull Công tước xứ Palata (1626 – 1691)                            | không khung | Phó vương Peru                                         | 24 tháng 9 năm 1680                                                                                                | 2 tháng 11 năm 1681 – 15 tháng 8 năm 1689   | Carlos II (1665 – 1700)    |
| Melchor Portocarrero Lasso de la Vega Bá tước thứ 3 xứ Monclova (1636 – 1705)              | không khung | Phó vương Peru                                         | 3 tháng 5 năm 1688                                                                                                 | 15 tháng 8 năm 1689 – 1 tháng 11 năm 1700   | Carlos II (1665 – 1700)    |
| Melchor Portocarrero Lasso de la Vega Bá tước thứ 3 xứ Monclova (1636 – 1705)              | không khung | Phó vương Peru                                         | 3 tháng 5 năm 1688                                                                                                 | 1 tháng 11 năm 1700 – 22 tháng 9 năm 1705   | Felipe V (1700 – 1724)     |
| Juan Peñalosa y Benavides (1625 ? – 1709)                                                  | không khung | Trưởng Toà án Hoàng gia và Thống đốc tạm quyền xứ Peru | 22 tháng 9 năm 1705                                                                                                | 22 tháng 9 năm 1705 – 7 tháng 7 năm 1707    | Felipe V (1700 – 1724)     |
| Manuel xứ Oms và Santa Pau Hầu tước thứ nhất xứ Castelldosrius (1651 – 1710)               | không khung | Phó vương Peru                                         | 31 tháng 12 năm 1704                                                                                               | 7 tháng 7 năm 1707 – 25 tháng 4 năm 1710    | Felipe V (1700 – 1724)     |
| Miguel Núñez de Sanabria (1625 ? – 1709)                                                   | không khung | Trưởng Toà án Hoàng gia và Thống đốc tạm quyền xứ Peru | 25 tháng 4 năm 1710                                                                                                | 25 tháng 4 năm 1710 – 14 tháng 9 năm 1710   | Felipe V (1700 – 1724)     |
| Diego Ladrón de Guevara Giám mục xứ Quito (1641 – 1718)                                    | không khung | Phó vương Peru                                         | 14 tháng 9 năm 1710                                                                                                | 14 tháng 9 năm 1710 – 2 tháng 3 năm 1716    | Felipe V (1700 – 1724)     |
| Mateo de la Mata Ponce de León (1645 ? – 1720)                                             | không khung | Trưởng Toà án Hoàng gia và Thống đốc tạm quyền xứ Peru | 2 tháng 3 năm 1716                                                                                                 | 2 tháng 3 – 15 tháng 8 năm 1716             | Felipe V (1700 – 1724)     |
| Diego Morcillo Rubio de Auñón Tổng giám mục xứ Charcas (1641 – 1718)                       | không khung | Phó vương tạm quyền                                    | 3 tháng 11 nắm 1715                                                                                                | 15 tháng 8 – 5 tháng 10 năm 1716            | Felipe V (1700 – 1724)     |
| Carmine Nicolao Caracciolo Thân vương xứ Santo Buono (1651 – 1710)                         | không khung | Phó vương Peru                                         | 1715 | 5 tháng 10 năm 1716 – 26 tháng 1 năm 1720   | Felipe V (1700 – 1724)     |
| Diego Morcillo Rubio de Auñón Tổng giám mục xứ Lima (1641 – 1718)                          | không khung | Phó vương Peru                                         | - | 26 tháng 1 năm 1720 – 15 tháng 1 năm 1724   | Felipe V (1700 – 1724)     |
| Diego Morcillo Rubio de Auñón Tổng giám mục xứ Lima (1641 – 1718)                          | không khung | Phó vương Peru                                         | - | 15 tháng 1 – 14 tháng 5 năm 1724            | Luis I (1724)              |
| José de Armendáriz Hầu tước thứ nhất xứ Castelfuerte (1670 – 1740)                         | không khung | Phó vương Peru                                         | 1723 | 14 tháng 5 – 31 tháng 8 năm 1724            | Luis I (1724)              |
| José de Armendáriz Hầu tước thứ nhất xứ Castelfuerte (1670 – 1740)                         | không khung | Phó vương Peru                                         | 1723 | 31 tháng 8 năm 1724 – 4 tháng 1 năm 1736    | Felipe V (1724 – 1746)     |
| José Antonio xứ Mendoza, Caamaño và Sotomayor Hầu tước thứ ba xứ Villagarcía (1667 – 1746) | không khung | Phó vương Peru                                         | 1736 | 4 tháng 1 năm 1736 – 12 tháng 7 năm 1745    | Felipe V (1724 – 1746)     |
| José Antonio Manso de Velasco Bá tước thứ nhất xứ Superunda (1688 – 1766)                  | không khung | Phó vương Peru                                         | 24 tháng 12 năm 1744                                                                                               | 12 tháng 7 năm 1745 – 9 tháng 7 năm 1746    | Felipe V (1724 – 1746)     |
| José Antonio Manso de Velasco Bá tước thứ nhất xứ Superunda (1688 – 1766)                  | không khung | Phó vương Peru                                         | 24 tháng 12 năm 1744                                                                                               | 9 tháng 7 năm 1746 – 10 tháng 8 năm 1759    | Fernando VI (1746 – 1759)  |
| José Antonio Manso de Velasco Bá tước thứ nhất xứ Superunda (1688 – 1766)                  | không khung | Phó vương Peru                                         | 24 tháng 12 năm 1744                                                                                               | 10 tháng 8 năm 1759 – 12 tháng 10 năm 1761  | Carlos III (1759 – 1788)   |
| Manuel de Amat y Junyent (1704 – 1782)                                                     | không khung | Phó vương Peru                                         | 1761 | 12 tháng 10 năm 1761 – 17 tháng 7 năm 1776  | Carlos III (1759 – 1788)   |
| Manuel de Guirior Hầu tước thứ nhất xứ Guirior (1708 – 1788)                               | không khung | Phó vương Peru                                         | 24 tháng 8 năm 1775                                                                                                | 17 tháng 7 năm 1776 – 21 tháng 7 năm 1780   | Carlos III (1759 – 1788)   |
| Agustín de Jáuregui y Aldecoa (1711 – 1784)                                                | không khung | Phó vương Peru                                         | 10 tháng 1 năm 1780                                                                                                | 21 tháng 7 năm 1780 – 6 tháng 4 năm 1784    | Carlos III (1759 – 1788)   |
| Teodoro de Croix Hiệp sĩ xứ Croix (1708 – 1788)                                            | không khung | Phó vương Peru                                         | 15 tháng 1 năm 1783                                                                                                | 6 tháng 4 năm 1784 – 14 tháng 12 năm 1784   | Carlos III (1759 – 1788)   |
| Teodoro de Croix Hiệp sĩ xứ Croix (1708 – 1788)                                            | không khung | Phó vương Peru                                         | 15 tháng 1 năm 1783                                                                                                | 14 tháng 12 năm 1784 – 25 tháng 3 năm 1790  | Carlos IV (1788 – 1808)    |
| Francisco Gil de Taboada (1733 – 1809)                                                     | không khung | Phó vương Peru                                         | 10 tháng 1 năm 1790                                                                                                | 25 tháng 3 năm 1790 – 6 tháng 6 năm 1796    | Carlos IV (1788 – 1808)    |
| Ambrosio O'Higgins Hầu tước xứ Osorno (1720 – 1801)                                        | không khung | Phó vương Peru                                         | 16 tháng 9 năm 1795                                                                                                | 6 tháng 6 năm 1796 – 18 tháng 3 năm 1800    | Carlos IV (1788 – 1808)    |
| Manuel Arredondo y Pelegrín (1738 ? – 1822)                                                | không khung | Trưởng Toà án Hoàng gia và Thống đốc tạm quyền xứ Peru | 18 tháng 3 năm 1800                                                                                                | 18 tháng 3 năm 1800 – 6 tháng 11 năm 1801   | Carlos IV (1788 – 1808)    |
| Gabriel xứ Avilés và Fierro Hầu tước thứ 4 xứ Avilés (1720 – 1801)                         | không khung | Phó vương Peru                                         | 14 tháng 7 năm 1800                                                                                                | 6 tháng 11 năm 1801 – 26 tháng 7 năm 1806   | Carlos IV (1788 – 1808)    |
| José Fernando de Abascal y Sousa Hầu tước thứ nhất xứ Avilés (1743 – 1821)                 | không khung | Phó vương Peru                                         | 10 tháng 11 năm 1804                                                                                               | 26 tháng 7 năm 1806 – 19 tháng 3 năm 1808   | Carlos IV (1788 – 1808)    |
| José Fernando de Abascal y Sousa Hầu tước thứ nhất xứ Avilés (1743 – 1821)                 | không khung | Phó vương Peru                                         | 10 tháng 11 năm 1804                                                                                               | 19 tháng 3 năm 1808 – 7 tháng 7 năm 1816    | Fernando VII (1808 – 1833) |
| Joaquín xứ Pezuela và Sánchez Hầu tước thứ nhất xứ Viluma (1761 – 1830)                    | không khung | Phó vương Peru                                         | 14 tháng 10 năm 1815                                                                                               | 7 tháng 7 năm 1816 – 29 tháng 1 năm 1821    | Fernando VII (1808 – 1833) |
| José de la Serna e Hinojosa Công tước thứ nhất xứ Andes (1770 – 1832)                      | không khung | Phó vương Peru                                         | 29 tháng 1 năm 1821 (Chỉ định bởi quân phiến loạn Aznapuquo) 29 tháng 7 năm 1821 (Chính quyền trung ương xác nhận) | 29 tháng 1 năm 1821 – 9 tháng 12 năm 1824   | Fernando VII (1808 – 1833) |